# Intrastat
Intrastat je statistický systém sběru a zpracování dat, pro sledování obchodu se zbožím mezi členskými státy Evropské unie a tedy i Českou republikou, které při tom, kromě několika zvláštních pohybů zboží, přestoupilo státní hranici, mluvíme o tzv. intrakomunitárním obchodu, který nelze zaměňovat s obchodem se třetími zeměmi. Do Intrastatu se zahrnují rovněž údaje o zboží, které fakticky nepřestoupilo hranici ČR, jedná-li se např. o zásobování lodí nebo letadel či změny v ekonomickém vlastnictví lodí a letadel.
Systém Intrastat je povinný pro všechny členské státy Evropské unie, ovšem není jednotný ve způsobu sběru prvotních údajů (např. ve formě výkazu, organizačním zabezpečení, v rozlišení typů obchodních transakcí, ve sběru některých údajů a způsobu jejich vykazování, ve výši prahů pro vykazování).
Systém Intrastat slouží jako národní stupeň sběru statistických dat o intrakomunitárním obchodu pro Eurostat, který je statistickým orgánem Evropské unie. Údaje získané z Intrastatu nejsou samoúčelné, sestavuje se z nich statistika zahraničního obchodu a zveřejněné údaje používají především podnikatelské subjekty při sledování svého podílu na trhu a objevování trhů nových. Evropská komise vyhodnocuje data pro integraci vnitřního trhu a tvorbu zemědělské a obchodní politiky. Statistické úřady jednotlivých členských zemí Evropské unie využívají údaje pro potřeby sestavení národních účtů. Ministerstva průmyslu a obchodu hodnotí údaje pro provádění hospodářské politiky. Národní banky využívají data pro potřeby sestavení platební bilance. Profesní svazy sledují údaje pro hájení zájmů svých členů. Údaje může využít každý, kdo má zájem o vývoj obratu zahraničního obchodu a obchodní bilance.
Údaje pro systém Intrastat v České republice vykazují obchodní subjekty (fyzické i právnické osoby) registrované k DPH, které pro tyto účely nazýváme zpravodajskou jednotkou a dosáhly prahu pro vykazování údajů v průběhu kalendářního roku od toho měsíce, kdy prahu dosáhly, od 1. 1. 2019 byl stanoven limit 12 milionů korun zvlášť v obou směrech, tzn. přijetí a odeslání zboží od 1. ledna kalendářního roku podle daňové nebo účetní evidence. Zpravodajské jednotky obchodující pod tímto limitem, jsou od výkaznictví pro Intrastat osvobozeny. Výkazy se podávají v listinné nebo elektronické formě místně příslušnému celnímu úřadu v měsíční periodě na předepsaných tiskopisech, nebo stanovenými programovými aplikacemi po předchozím písemném oznámení o vzniku povinnosti vykazovat údaje a registraci. Při vykazování údajů do systému Intrastat se zpravodajská jednotka může též nechat zastupovat specializovanou službou na základě smluvního vztahu.

## Extrastat
Intrastat je využíván pro sběr dat o zahraničním obchodě s členskými státy Evropské unie, zahraniční obchod s ostatními státy světa je sledován v systému Extrastat. Nezahrnují se do něj údaje o zboží umístěném do svobodného celního pásma nebo svobodného celního skladu, propuštěném do celního režimu uskladňování v celním skladu a celního režimu dočasného použití a také o zpět vyváženém zboží bezprostředně po některém z těchto celně schválených určení. Dále nejsou v Extrastatu vykazovány údaje o zboží propuštěném do celního režimu tranzitu.
Data sbírá Celní správa ČR z Jednotných správních dokumentů (JSD). Primárně jsou údaje z těchto dokumentů zdrojem informací pro správu daní i cel, sekundárně jsou využívány pro účely statistiky zahraničního obchodu.